# Kindrativ, Turka
Kindrativ (în ucraineană Кіндратів) este un sat în comuna Iasenîțea din raionul Turka, regiunea Liov, Ucraina.

## Demografie
Componența lingvistică a localității Kindrativ
     Ucraineană (99,68%)
Conform recensământului din 2001, majoritatea populației localității Kindrativ era vorbitoare de ucraineană (99,68%), existând în minoritate și vorbitori de alte limbi.